# Manikpur
Manikpur é uma vila no distrito de Haora, no estado indiano de Bengala Ocidental.

## Demografia
Segundo o censo de 2001, Manikpur tinha uma população de 19 125 habitantes. Os indivíduos do sexo masculino constituem 55% da população e os do sexo feminino 45%. Manikpur tem uma taxa de literacia de 61%, superior à média nacional de 59,5%: a literacia no sexo masculino é de 67% e no sexo feminino é de 54%. Em Manikpur, 12% da população está abaixo dos 6 anos de idade.